# Franz Bernt
Franz Bernt (27. dubna 1867 Ervěnice – 14. září 1936 Benešov nad Ploučnicí) byl rakouský a český politik německé národnosti, na počátku 20. století poslanec Říšské rady.

## Biografie
Vychodil národní a měšťanskou školu v Mostu a zemědělskou školu v Kadani. Působil jako rolník v Hořanech u Mostu.
Na počátku 20. století se zapojil i do celostátní politiky. Ve volbách do Říšské rady roku 1907, konaných poprvé podle všeobecného a rovného volebního práva, získal mandát v Říšské radě (celostátní zákonodárný sbor) za obvod Čechy 112. Usedl do poslaneckého klubu Německý národní svaz, v jehož rámci reprezentoval Německou radikální stranu. Mandát obhájil ve volbách do Říšské rady roku 1911 za týž obvod. Zasedal opět za německé radikály v Německém národním svazu. Ve vídeňském parlamentu setrval do zániku monarchie.Profesně byl k roku 1907 uváděn jako majitel hospodářství.
Po válce zasedal v letech 1918–1919 jako poslanec Provizorního národního shromáždění Německého Rakouska (Provisorische Nationalversammlung).